# Winnebago (Nebraska)
Winnebago je selo u američkoj saveznoj državi Nebraska. Prema popisu stanovništva iz 2010. u njemu je živjelo 774 stanovnika.